# Rocade de Dijon
Pour les articles homonymes, voir Route 274.
La rocade de Dijon ou route métropolitaine 274 (M274) est une route métropolitaine française classée voie rapide qui contourne l'agglomération de Dijon du nord-ouest, à Plombières-lès-Dijon, jusqu'au sud, à Longvic.
Longue de 18,5 km et aménagée en 2x2 voies, elle permet de relier les autoroutes A38 (à l'ouest), A39 (à l'est) et A311 (au sud).

## Histoire
La route est demeurée dans la voirie nationale lors du grand mouvement de transfert des routes nationales d'intérêt local au profit des départements par la loi n° 2004-809 du 13 août 2004 et son décret d'application du 5 décembre 2005, au titre de l'itinéraire d'intérêt national reliant l'autoroute A6 à l'autoroute A31 via Dijon.
La loi n° 2022-217 du 21 février 2022 prévoit le transfert des routes nationales aux collectivités volontaires. Depuis le 1er janvier 2024 , la route nationale 274 a été transféré dans son intégralité à Dijon Métropole, y compris les sections hors de son territoire. En contrepartie, la section de l'A38 située sur le territoire de Dijon Métropole a été transférée au département de la Côte-d'Or.

## Parcours
- Fin de l'autoroute A38. Elle devient la M274 - Rocade de Dijon.
- Carrefour giratoire entre M274, A38 et M905 à 36 km :
  -  A38 : Paris, Auxerre, Nevers, Autun
  -  M905 : Dijon-Centre, Dijon-Ouest, Plombières-lès-Dijon
  -  M274 : A31 Lyon, A31 Nancy, Troyes, A39 Besançon, Dijon-Autres Quartiers
- Section à 2x1 voie, avec séparation centrale. Limitation à 70 km/h, traversée de tunnel.
- Traversée du Tunnel de Talant, sur 600 m.
- Fin du Tunnel de Talant.
- Avant giratoire.
- Carrefour giratoire entre M274 et  35 M971 :
  - M274 : A38 Paris, Dijon-Ouest
  - M971 : Troyes, Châtillon-sur-Seine, Talant, Daix, Circuit-Dijon-Prenois
  - M274 : A31 Lyon, A31 Nancy, Troyes, A39 Besançon, Dijon-Autres Quartiers
- Section à 2x1 voie, avec séparation centrale. Limitation à 70 km/h, traversée de tunnel.
- Traversée de la Tranchée couverte de Daix.
- Fin de la Tranchée couverte de Daix.
- 36 M107 (demi-échangeur, depuis et vers l'A311) : Daix
- Début de 2x2 voies. Limitation à 90 km/h.
- à 200 m. Avant réduction à 1 voie.
- Réduction à 1 voie.
- Avant giratoire.
- Carrefour giratoire entre M 274 et  37 M107A :
  - M274 : A38 Paris, Troyes, Dijon-Ouest
  - M107A : Fontaine-lès-Dijon, Ahuy
  - M274 : A31 Lyon, A31 Nancy, Troyes, A39 Besançon, Dijon-Autres Quartiers
- Section à 2x1 voie, avec séparation centrale. Limitation à 90 km/h.
- 38 M974 : Nancy par RD, Troyes par RD, Chaumont, Langres, Is-sur-Tille, Dijon-Toison d'Or
- Rappel Début de 2x2 voies. Limitation à 90 km/h, rappel.
- 39 Toison d'Or : Parking Relais Tramway - Zénith de Dijon, Parc d'Activités-Valmy
- 40 Europe : Parc d'Activités de l'Europe et du Cap-Nord
- 41 Cap-Nord : Parc d'Activités du Cap-Nord, Centre Clémenceau
- 42 M700  Échangeur entre M274 et M700 : Vesoul, A31 Nancy, Troyes, Gray, Arc-sur-Tille, Saint-Appolinaire
- 43 M107 : Dijon-Grand Stade, CHU François Mitterrand, Parking Relais Tramway Mazen-Sully
- 44 M126 : Quetigny, Dijon-Portes de Mirande, Parking Relais Tramway Piscine Olympique
- 45 A39  Échangeur entre A39 et M274 :
  - D905 : Dijon-Centre, Dijon-Est,Université
  - A39 : Genève, Besançon, Dole, A31, Nancy, Troyes
- 46 M968 (quart d'échangeur, depuis A38) : Saint-Jean-de-Losne, Longvic, Parc d'Activités de Longvic,  Aéroport Dijon-Bourgogne
- Rappel. Séparation de la 2x2 voies, sens A38 - A311. Limitation à 90 km/h, rappel.   Rappel. Toujours en 2x2 voies, sens A311 - A38. Limitation à 90 km/h, rappel.
- 47 M122A : Chalon-sur-Saône, Beaune par RD, Marsannay-la-Côte, Chenôve, Longvic, Dijon-Sud,  Aéroport Dijon-Bourgogne
- Rappel. La M274 devient l'A311. Début de 2x2 voies. Limitation à 90 km/h, rappel.
- Limitation à 70 km/h, avant péage.
- 48 M108 : Perrigny-lès-Dijon, Terminal Rail-Route
- Péage de Pérrigny (section fermée)
- Après le péage.
- Sur l'échangeur, avec l'autoroute A31.
- L'autoroute A311 rejoint l'autoroute A31, en direction de Lyon.

## Prolongement

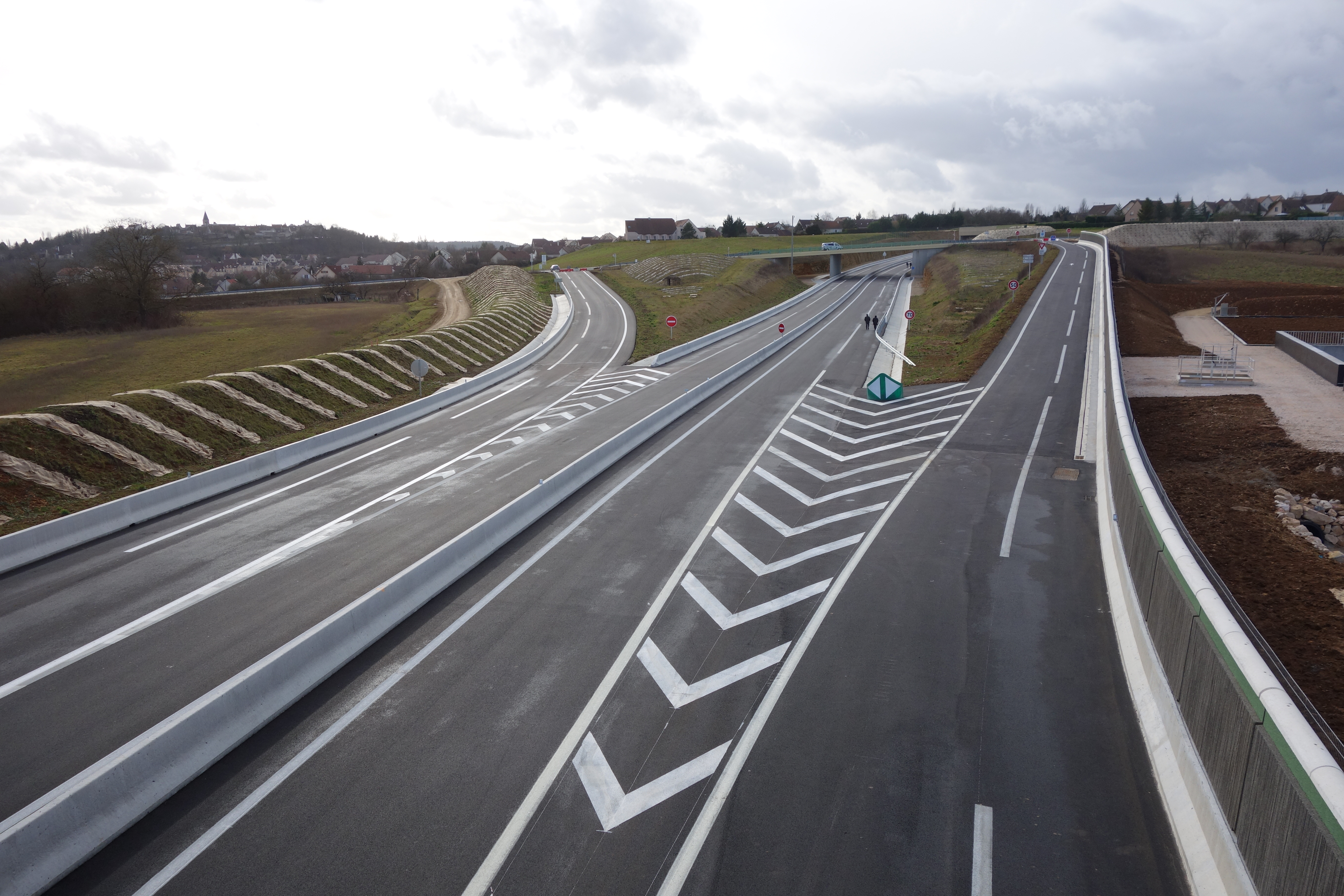
Lino Dijon à Daix (demi-échangeur) direction Plombières (sortie 36)

La rocade comptait initialement 12 km entre Chenôve et Ahuy. Son prolongement fut projeté dès les années 1970 et les divers et nombreux recours ont fait de cette extension le plus célèbre serpent de mer local. Ce prolongement de la rocade jusqu'à l'A38 portant le nom de LINO (Liaison Intercommunale Nord Ouest) visait à décongestionner les boulevards intérieurs de la ville et également à assurer la continuité du réseau national en reliant les autoroutes A38 et A31.
En novembre 2007, les principaux recours ont été définitivement rejetés par le Conseil d'État. Les travaux de la LINO ont alors commencé à Talant, Fontaine-lès-Dijon, Ahuy et Daix.
Le prolongement est ouvert à la circulation depuis le 10 février 2014. D'une longueur de 6,5 km avec un tunnel bitube de 600 m, il admet les poids lourds, mais pas les transports de matières dangereuses. À son ouverture, la LINO est en 2×1 voie (avec certaines parties en 2×2 voies), sans dénivellation des croisements. Le tracé de la Lino comprend également des ronds-points pour fluidifier le trafic dans les parties en 2×3 voie. Le passage en 2x3 voies intégral est prévu dans une phase ultérieure. Depuis cette ouverture, la rocade de Dijon a une longueur totale de 18,5 km.